# Feuerleitradar

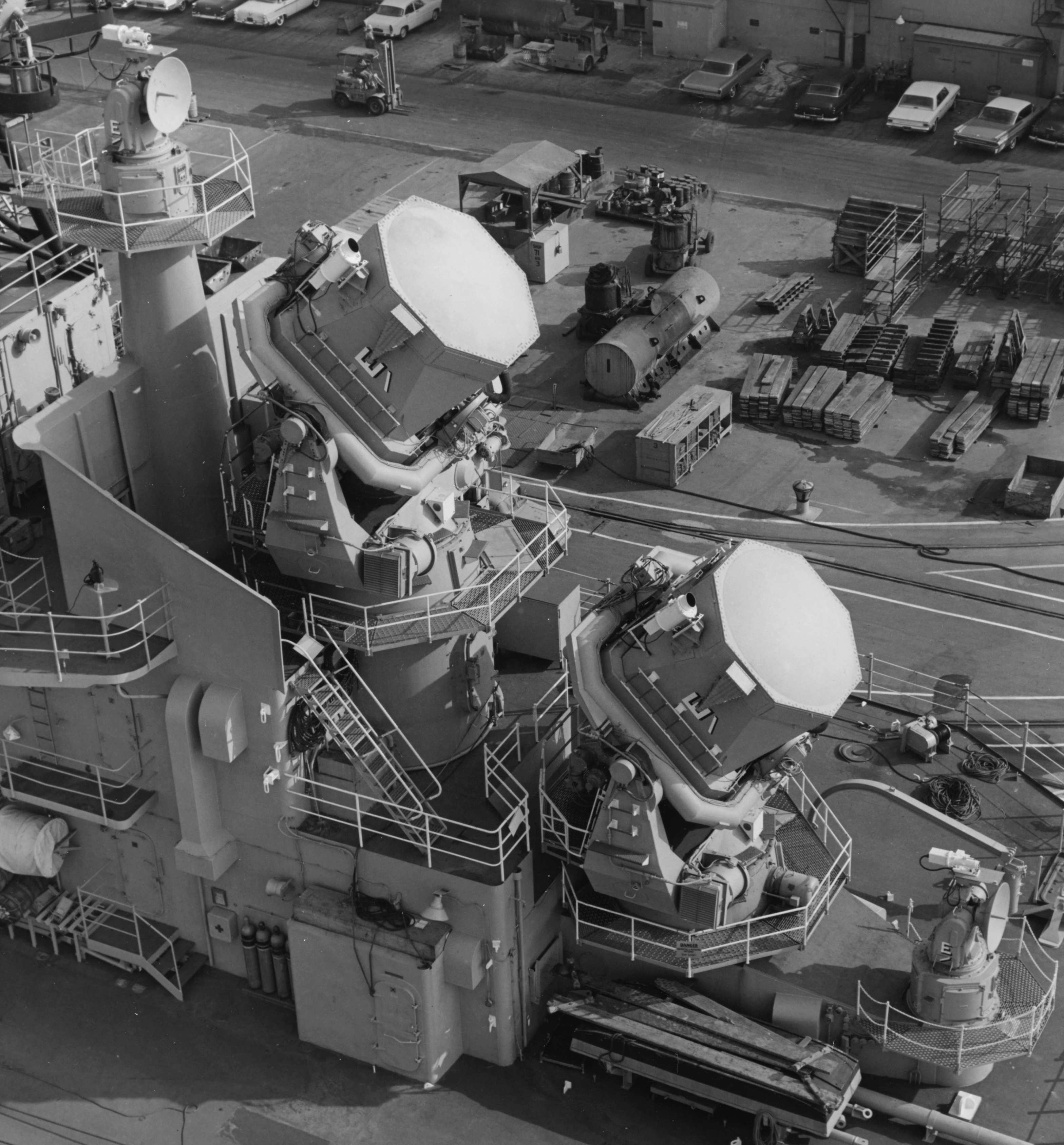
Zwei Feuerleitradare des Typs AN/SPG-49

Ein Feuerleitradar (FLR) ist ein Zielverfolgungsradar und dient der Lenkung von radargesteuerten Lenkflugkörpern und Flugabwehrkanonen. Dabei wird ein – meist bewegliches – Ziel mit einem Radarsystem verfolgt mit dem Zweck, die so ermittelte Position manuell oder automatisch an ein Waffensystem weiterzugeben.
Das Ausrichten des FLR auf ausländische Objekte kann als aggressiver Akt angesehen werden.

## Technik
Feuerleitradare unterscheiden sich in Aufbau und Funktionsweise wesentlich von Suchradaren. So können sie in der Regel nicht selbstständig Ziele aufklären, da ihre spezielle Konstruktion mit sehr hoher Impulsfolgefrequenz, schmaler Hauptkeule und kurzen Sendeimpulsen für eine großflächige Zielsuche ungeeignet ist. Daher muss als Ergänzung ebenfalls ein Suchradar vorhanden sein, welches für das Feuerleitradar die genaue Position des Zieles ermittelt. Erst dadurch wird es dem Feuerleitradar ermöglicht, sich auf das Ziel auszurichten, es zu erfassen und kontinuierlich zu verfolgen (engl. Tracking). Nun kann das Feuerleitradar, bedingt durch seine besonderen Konstruktionsmerkmale (siehe oben), ununterbrochen Zieldaten mit sehr hoher Präzision liefern, welche zur Steuerung von halb-aktiven, beam-riding oder kommandogelenkten Lenkflugkörpern notwendig sind und nicht von einem Suchradar geliefert werden können. Auch Flugabwehrkanonen und Schiffsgeschütze profitieren von der hohen Präzision der Zieldaten, da diese nun eine genaue Ausrichtung der Rohre möglich machen.

## Entwicklung

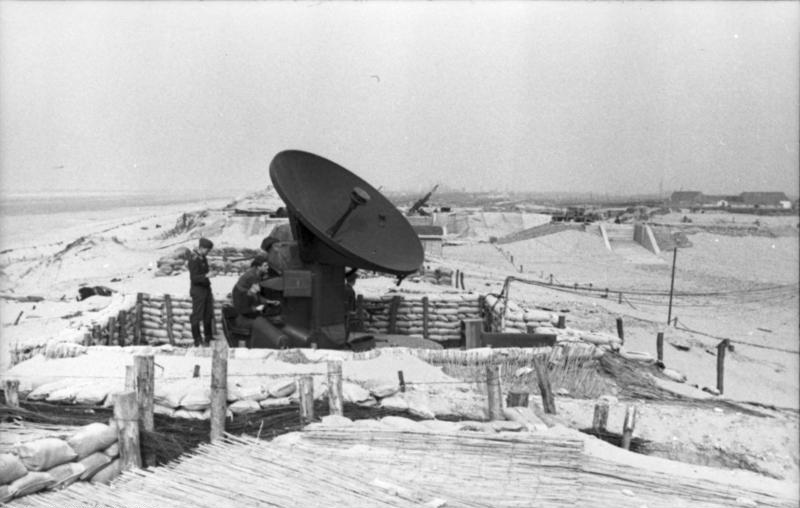
Feuerleitradar FuMG 39 „Würzburg“ in einer 8,8-cm-Flak-Stellung am Atlantikwall

Frühe Systeme sind zumeist CW- oder FMCW-Radare. Später wurden Impulsradargeräte mit speziellen Antennen eingesetzt, welche das Verfahren der Minimumpeilung anwendeten. Heute werden primär Systeme auf Basis des Doppler-Impuls- oder des Monopulsverfahrens eingesetzt. Weiterhin gibt es eine Entwicklung hin zu Multifunktionsradaren, welche die Funktionen von Such- und Feuerleitradaren vereinen können, etwa APAR.
Bei Kampfflugzeugen wurde diese Zusammenführung bereits früh vollzogen, da man im engen Flugzeugrumpf meist keinen Platz für zwei separate Radare hatte. Allerdings führt dies zu einer signifikanten Effizienzminderung beim Einsatz einiger Lenkwaffen (z. B. AIM-7 Sparrow), da das System stetig zwischen Feuerleit- und Suchmodus wechseln muss. Neue Multifunktionsradare wie AN/APG-63(V)2 stellen eine Lösung dieses Problems dar.
In neuerer Zeit kommen bei Feuerleitradaren zunehmend Phased-Array-Antennen zum Einsatz, deren elektronische Strahlschwenkung und -bündelung eine schnellere und genauere Zielverfolgung ermöglicht.